# Logan (circonscription électorale)
Pour les articles homonymes, voir Logan.
Circonscription électorale provinciale du Canada
Logan est une ancienne circonscription électorale provinciale du Manitoba (Canada). La circonscription a été représentée à l'Assemblée législative de 1958 à 1995 et en 2011 à 2019.
La circonscription était située dans le centre-nord de Winnipeg.

## Liste des députés
| Logan                                                                | Logan            | Logan                     | Logan       | Logan       | Logan |
| Nom                                                                  | Nom              | Parti                     | Mandat      | Législature |       |
| -------------------------------------------------------------------- | ---------------- | ------------------------- | ----------- | ----------- | ----- |
|                                                                      | Stephen Juba     | Indépendant               | 1958 - 1959 | 25e         |       |
|                                                                      | Lemuel Harris    | Co-operative Commonwealth | 1959 - 1961 | 26e         |       |
|                                                                      | Lemuel Harris    | Néo-démocrate             | 1961 - 1962 | 26e         |       |
|                                                                      | Lemuel Harris    | Néo-démocrate             | 1962 - 1966 | 27e         |       |
|                                                                      | Lemuel Harris    | Néo-démocrate             | 1966 - 1969 | 28e         |       |
|                                                                      | William Jenkins  | Néo-démocrate             | 1969 - 1973 | 29e         |       |
|                                                                      | William Jenkins  | Néo-démocrate             | 1973 - 1977 | 30e         |       |
|                                                                      | William Jenkins  | Néo-démocrate             | 1977 - 1981 | 31e         |       |
|                                                                      | Maureen Hemphill | Néo-démocrate             | 1981 - 1986 | 32e         |       |
|                                                                      | Maureen Hemphill | Néo-démocrate             | 1986 - 1988 | 33e         |       |
|                                                                      | Maureen Hemphill | Néo-démocrate             | 1988 - 1990 | 34e         |       |
|                                                                      | Maureen Hemphill | Néo-démocrate             | 1990 - 1995 | 35e         |       |
| Circonscription redistribuée dans Point Douglas                      |                  |                           |             |             |       |
| Circonscription issue Wellington, Minto, Fort Rouge et Point Douglas |                  |                           |             |             |       |
|                                                                      | Flor Marcelino   | Néo-démocrate             | 2011 - 2016 | 40e         |       |
|                                                                      | Flor Marcelino   | Néo-démocrate             | 2016 - 2019 | 41e         |       |